# Miss Frankrike
Miss Frankrike är en Frankrikes skönhetstävling som hållits sedan 1947.

## Vinnare
| - 1947 : Yvonne Viseux (Côte d'Azur) - 1948 : Jacqueline Donny (Paris) - 1949 : Juliette Figueras (Paris) - 1950 : Maryse Delort („Miss Automobile“) - 1951 : Nicole Drouin (Saint Tropez) - 1952 : Josiane Pouy (Gascogne) - 1953 : Sylviane Carpentier (Picardie) - 1954 : Irène Tunc (Lyon) - 1955 : Véronique Zuber (Paris) - 1956 : Gisèle Charbit (Côte d'Azur) - 1957 : Inès Navarro (Juan Les Pins) - 1958 : Monique Negler (Normandie) - 1959 : Monique Chiron (Poitou) - 1960 : Brigitte Barazer (Côte d'Emeraude) - 1961 : Michèle Wargnier (Bretagne) - 1962 : Monique Lemaire (Côte d'Emeraude) - 1963 : Muguette Fabris (Île de France) - 1964 : Jacqueline Gayraud (Vendée) - 1965 : Christiane Sibellin (Lyon) - 1966 : Monique Boucher (Charente) - 1967 : Jeanne Beck (Normandie) - 1968 : Christiane Lillio (Saint Etienne) - 1969 : Suzanne Angly (Alsace) - 1970 : Micheline Beaurain (Paris) - 1971 : Myriam Stocco (Languedoc-Roussillon) - 1972 : Chantal Bouvier de Lamotte (Paris) - 1973 : Isabelle Krumacker (Lorraine) - 1974 : Edna Tepava (Tahiti) - 1975 : Sophie Perin (Lorraine) - 1976 : Monique Uldaric (Réunion) - 1977 : Véronique Fagot (Poitou) - 1978 : Brigitte Konjovic (Paris) - 1979 : Sylvie Parera (Marseille) - 1980 : Patricia Barzyk (Jura) - 1981 : Isabelle Benard (Normandie) - 1982 : Sabrina Belleval (Côte d'Azur) | - 1983 : Frédérique Leroy (Bordeaux) - 1984 : Martine Robine (Normandie) - 1985 : Suzanne Iskandar (Alsace) - 1986 : Valérie Pascale (Paris) - 1987 : Nathalie Marquay (Alsace) - 1988 : Sylvie Bertin (Bresse-Bugey) - 1989 : Peggy Zlotkowski (Aquitaine) - 1990 : Gaëlle Voiry (Aquitaine) - 1991 : Mareva Georges (Tahiti) - 1992 : Linda Hardy (Pays de Loire) - 1993 : Véronique de la Cruz (Guadeloupe) - 1994 : Valerie Claisse (Pays de Loire) - 1995 : Melody Vilbert (Aquitaine) - 1996 : Laure Belleville (Pays de Savoie) - 1997 : Patricia Spehar (Paris) - 1998 : Sophie Thalmann (Lorraine) - 1999 : Mareva Galanter (Tahiti) - 2000 : Sonia Rolland (Bourgogne) - 2001 : Élodie Gossuin (Picardie) - 2002 : Sylvie Tellier (Lyon) - 2003 : Corinne Coman (Guadeloupe) - 2004 : Lætitia Bléger (Alsace) - 2005 : Cindy Fabre (Normandie) - 2006 : Alexandra Rosenfeld (Languedoc) - 2007 : Rachel Legrain-Trapani (Pikardia) - 2008 : Valérie Bègue (Réunion) - 2009 : Chloé Mortaud (Albigeois Midi-Pyrénées) - 2010 : Malika Ménard (Normandie) - 2011 : Laury Thilleman (Bretagne) - 2012 : Delphine Wespiser (Alsace) - 2013 : Marine Lorphelin (Bourgogne) - 2014 : Flora Coquerel (Orléanais) - 2015 : Camille Cerf (Nord-Pas-de-Calais) - 2016 : Iris Mittenaere (Nord-Pas-de-Calais) - 2017 : Alicia Aylies (Franska Guyana) - 2018 : Maëva Coucke (Nord-Pas-de-Calais) - 2019 : Vaimalama Chaves (Tahiti) |